# 九龍巴士47X線
九龍巴士47X線是香港一條由沙田區秦石來往葵青區葵盛（東）的巴士路線。途經秦石邨、沙角邨、沙田圍、沙田市中心、城門隧道、梨木樹邨、昌榮路、葵興、葵芳及葵盛圍。
九龍巴士47A線為47X的特別班次，來往沙田（水泉澳）至葵芳（南），途經沙田圍、沙田市中心、梨木樹邨、昌榮路、葵興及葵芳。

## 歷史
- 1990年4月20日：本線為配合城門隧道啟用正式開辦，同時亦取代原有48線的部份服務地區，來往禾輋至葵盛東邨。
- 1990年6月1日：本線因被乘客投訴路線迂迴，所以不再繞經大圍，但路線仍然迂迴。
- 1990年9月4日：本線往沙田方向改經葵盛西邨的一段葵聯路和葵福路。
- 1991年5月26日：因應城門隧道轉車站啟用，本線沙田區總站遷往秦石，同時不經沙田市中心。
- 1991年6月5日：在市民的壓力下，本線恢復繞經沙田市中心。
- 1991年10月21日：逢星期一至六（星期日及公眾假期除外）早上06:56-08:44所有往葵盛（東）的班次不停沙田市中心巴士總站。
- 1995年4月20日：本線往葵盛方向到達葵盛東總站後，先繞經葵盛西邨和外圍的葵盛圍，才返回葵盛（東）總站。
- 2001年6月10日：本線由全非空調巴士改為全空調巴士服務，是最後一條城隧路線轉為全空調服務。
- 2015年8月24日：逢星期一至五（星期六，日及公眾假期除外）早上增設一班由水泉澳單向開往葵盛（東）的特別班次，途經多石街及沙田圍路但不停沙田市中心巴士總站[6]。
- 2015年12月31日：增設到站時間預報。
- 2017年2月13日︰47X線原有的水泉澳特別班次改稱獨立命名為47A線，只在星期一至五（星期六，日及公眾假期除外）早上提供兩班由水泉澳單向開往葵涌道（葵芳邨）的服務。[7][8]
- 2018年12月3日：
  - 47X線增設兩班特別班次，逢星期一至六（公眾假期除外）早上7:10及7:35由新田圍單向開往葵盛（東），沿沙田頭路下山離開新田圍邨後照常途經及停靠秦石巴士總站，但不途經及不停沙田市中心巴士總站。
  - 47A線則改為每天全日雙向服務，總站並由葵涌道（葵芳邨）遷往葵芳（南）（即貨櫃碼頭路公共運輸交匯處），除平日早上繁忙時間往葵芳方向班次外，其餘時段往葵芳方向班次以及所有往水泉澳方向班次均全部繞經沙田市中心巴士總站。
- 2019年2月18日：47X在星期一至五由新田圍開出的班次增至4班，星期六則維持不變2班。[9]
- 2020年9月14日：47A星期一至五往葵芳（南）方向頭班車提早至06:45。[10]

## 服務時間及班次
47X
| 秦石開           | 秦石開      | 秦石開       | 葵盛（東）開     | 葵盛（東）開 | 葵盛（東）開 |  |
| 日期             | 服務時間    | 班次（分鐘） | 日期             | 服務時間     | 班次（分鐘） |  |
| ---------------- | ----------- | ------------ | ---------------- | ------------ | ------------ |  |
| 星期一至五       | 05:30-06:46 | 7-10         | 星期一至五       | 05:40-22:00  | 6-10         |  |
| 星期一至五       | 06:53-08:48 | 6-12         | 星期一至五       | 22:00-22:50  | 12/13        |  |
| 星期一至五       | 08:55-20:05 | 6-10         | 星期一至五       | 22:05-00:05  | 15           |  |
| 星期一至五       | 20:05-23:05 | 12           | 星期一至五       | 00:25        | 00:25        |  |
| 星期一至五       | 23:05-00:05 | 20           | 星期一至五       |              |              |  |
| 星期六           | 05:30-06:46 | 8/10         | 星期六           | 05:40-22:10  | 7-10         |  |
| 星期六           | 06:54-08:48 | 6-12         | 星期六           | 22:10-23:10  | 12           |  |
| 星期六           | 08:56-21:50 | 8/10         | 星期六           | 23:10-00:10  | 15           |  |
| 星期六           | 21:50-00:05 | 15           | 星期六           |              |              |  |
| 星期日及公眾假期 | 05:30-06:00 | 15           | 星期日及公眾假期 | 05:40-06:06  | 13           |  |
| 星期日及公眾假期 | 06:00-09:00 | 12           | 星期日及公眾假期 | 06:06-07:30  | 12           |  |
| 星期日及公眾假期 | 09:00-10:00 | 10           | 星期日及公眾假期 | 07:30-11:00  | 10           |  |
| 星期日及公眾假期 | 10:00-18:40 | 8            | 星期日及公眾假期 | 11:00-19:00  | 8            |  |
| 星期日及公眾假期 | 18:40-21:50 | 10           | 星期日及公眾假期 | 19:00-22:10  | 10           |  |
| 星期日及公眾假期 | 21:50-23:05 | 15           | 星期日及公眾假期 | 22:10-23:25  | 15           |  |
| 星期日及公眾假期 | 23:05-00:05 | 20           | 星期日及公眾假期 | 23:25-00:25  | 20           |  |

- * 註：藍字班次不停沙田市中心巴士總站，於上述時間內所有往葵盛（東）方向的47X線巴士車頭及車身均會插上「47X早上特別班次不入沙田市中心」的紙牌以通知乘客上述安排。

47X特別班次（新田圍開，沿沙田頭路下山離開新田圍邨後照常途經及停靠秦石巴士總站，但不途經及不停沙田市中心巴士總站）︰
- 星期一至五：07:03、07:15、07:27、07:39
- 星期六：07:10、07:35

星期日及公眾假期不設服務
47A
| 沙田（水泉澳）開 | 沙田（水泉澳）開 | 沙田（水泉澳）開 | 葵芳（南）開         | 葵芳（南）開 | 葵芳（南）開 |
| 日期             | 服務時間         | 班次（分鐘）     | 日期                 | 服務時間     | 班次（分鐘） |
| ---------------- | ---------------- | ---------------- | -------------------- | ------------ | ------------ |
| 星期一至五       | 06:45-08:05      | 20               | 星期一至五           | 10:05-18:05  | 30           |
| 星期一至五       | 08:35            | 08:35            | 星期一至五           | 18:05-19:05  | 20           |
| 星期一至五       | 09:05-17:05      | 30               | 星期一至五           | 19:05-22:05  | 30           |
| 星期六           | 07:05-08:35      | 30               | 星期六、日及公眾假期 | 10:05-22:05  | 30           |
| 星期六           | 09:05-22:05      | 30               |                      |              |              |
| 星期日及公眾假期 | 07:05-22:05      | 30               |                      |              |              |

- * 註：藍字班次不停沙田市中心巴士總站，於上述時間內所有往葵芳（南）方向的47A線巴士車頭及車身均會插上「47A早上特別班次不入沙田市中心」的紙牌以通知乘客上述安排。

## 收費
| 路線 | 全程收費 | 分段收費                                                                                           |
| ---- | -------- | -------------------------------------------------------------------------------------------------- |
| 47X  | $8.9     | - 過城門隧道轉車站後往葵盛（東）／秦石：$6.4 - 興芳路往葵盛（東）：$4.8 - 葵康苑往葵盛（東）：$4.3 |
| 47A  | $8.9     | - 過城門隧道轉車站後往沙田（水泉澳）／葵芳（南）：$6.4                                             |

| - 本線設有12歲以下小童及65歲或以上長者半價優惠。 - 65歲或以上香港居民使用「樂悠咭」，以及12歲以下合資格殘疾兒童使用「殘疾人士身份」個人八達通繳付車資，均可享有每程$2.0或半價（以較低者為準）的票價優惠；12至64歲合資格殘疾人士使用「殘疾人士身份」個人八達通（包括「樂悠咭」），以及60至64歲香港居民使用「樂悠咭」繳付車資，均可享有每程$2.0或全費（以較低者為準）的票價優惠。 - 65歲或以上長者如使用長者或一般個人八達通繳付車資，則只可享有半價優惠；12至64歲合資格殘疾人士如不使用「殘疾人士身份」個人八達通，以及60至64歲人士如不使用「樂悠咭」繳付車資，必須繳付全費。 - 乘客可以現金或八達通於上車時付款，不設找續。 - 每位成人乘客可免費攜帶最多兩名4歲以下而不佔座位的兒童乘客乘車，超額之4歲以下小童必須繳付小童車費乘車。 - 持有「九巴月票」之乘客在車票有效期內，每日可享最多10程任何九龍巴士及龍運巴士路線（包括本路線，以及聯營路線的九龍巴士／龍運巴士提供的班次；惟乘搭機場「A」及「NA」線則可享原價二七折優惠（不會計算每天10次合資格車程））；而B1線則每日可享最多各2程（不會計算每天10次合資格車程）。 - 九龍巴士、城巴、龍運巴士及陽光巴士全職員工及家屬（不包括外判職員）可免費乘搭本路線，惟必須拍職員或職員家屬八達通。 - 乘客亦可透過多元化電子支付系統（e度嘟）繳付車資，包括使用非接觸式VISA卡、JCB卡、萬事達卡、銀聯卡、美國運通、大來國際、Discover Card、Apple Pay、Google Pay、Samsung Pay、AlipayHK「易乘碼」、支付寶、WeChatHK／微信支付「搭車碼」、銀聯雲閃付「乘車碼」及BOC Pay「乘車碼」。乘客使用此付款方式，使用此支付方式的乘客可享有中途下車之分段收費，以及與其他九巴／龍運獨營路線或聯營線九巴／龍運班次之轉乘優惠，惟不適用於與非九巴／龍運路線之轉乘優惠，亦不能享有「公共交通費用補貼計劃」及「長者及合資格殘疾人士公共交通票價優惠計劃」。 |

在城門隧道轉車站轉乘47X線往秦石及葵盛，以及47A線往葵芳及水泉澳均毋須繳費轉車。
上述兩條是城門隧道轉乘優惠計劃的其中一條路線。

### 八達通轉乘優惠
乘客登上本線後150分鐘內以同一張八達通卡轉乘以下路線，或從以下路線登車後150分鐘內以同一張八達通卡轉乘本線，次程可獲$4.2車資折扣優惠：
47X←→沙田區路線
- 47X往秦石 → 81K、88K、282、285、288/288A
- 81K、88K、282、285、288或288A → 47X往葵盛

47X←→荃灣／葵青區路線
- 47X往葵盛 → 31M往石籬、39M往荃威花園、42M往長宏、234A/234B往浪翠園、235M往安蔭、238M往海濱花園或243M往美景花園
- 31M往葵芳站、39M往荃灣站、42M往愉景新城、234A/234B往荃灣西站、235M往葵芳站、238M往荃灣站或243M往愉景新城 → 47X往秦石

註：
1. 乘搭31M或235M往葵芳站方向，或乘搭本路線往葵盛（東）方向，到達昌榮路同珍醬油罐頭食品下車需過對面至新豐中心轉車。
2. 乘搭47X往葵盛（東）方向，需於城門隧道轉車站轉乘往荃灣方向的43X/43P、48X、49X、73X、278A/278P/278X，才能轉乘39M、42M、234A、234B、238M、243M往荃灣或青衣，反之亦然。

47X←→屯門／元朗區路線
- 47X往葵盛 → 57M、58M/58P、59M、60M、61M、66M、67M、68A、260C往屯門或元朗
- 57M、58M、59M、60M、61M、66M、67M、68A、259E、260C往荃灣或葵青 → 47X往秦石

註：
1. 乘搭47X往葵盛（東）方向/47A往葵芳方向，需於城門隧道轉車站轉乘往荃灣方向的43X/43P、48X、49X、73X、278A/278P/278X，才能轉乘59M、60M、66M或68A往屯門或元朗，反之亦然。
2. 上述轉乘優惠不適用於47A線。

## 使用車輛
現時47X線及47A線共獲派27輛亞歷山大丹尼士Enviro 500 MMC 12米 (ATENU）低地台雙層空調巴士。
本線與80X及85B線不時交換用車，以作車務調動或班次調節。
2020年1月，九巴屯門車廠加派1條跨廠字軌，使用車輛為亞歷山大丹尼士Enviro 500 MMC 12米（ATENU）。
| 車隊編號  | 車牌   |
| --------- | ------ |
| ATENU69   | SE4113 |
| ATENU78   | SE8026 |
| ATENU89   | SF4471 |
| ATENU114  | SG2454 |
| ATENU201  | SK5090 |
| ATENU215  | SK9040 |
| ATENU216  | SK9190 |
| ATENU232  | SL5997 |
| ATENU239  | SL7313 |
| ATENU249  | SM 403 |
| ATENU251  | SN8628 |
| ATENU282  | SR9833 |
| ATENU301  | SU2577 |
| ATENU313  | SW2475 |
| ATENU316  | SW4191 |
| ATENU415  | TE3967 |
| ATENU417  | TE2799 |
| ATENU431  | TE7539 |
| ATENU451  | TF6048 |
| ATENU455  | TF7072 |
| ATENU473  | TH6174 |
| ATENU631  | TN5319 |
| ATENU650  | TN8715 |
| ATENU656  | TP2441 |
| ATENU832  | TV5376 |
| ATENU894  | TX3080 |
| ATENU1673 | SP4657 |

## 行車路線
47X
秦石開經：豐石街、盛田街、沙田頭路、車公廟路、大涌橋路、沙角街、乙明邨街、沙角街、沙田圍路、沙田鄉事會路、沙田市中心巴士總站、沙田正街、橫壆街、源禾路、沙田鄉事會路、大埔公路－沙田段、城門隧道公路、城門隧道、和宜合交匯處、和宜合道、昌榮路、葵涌道、葵富路、興芳路、大窩口道、葵盛圍、葵聯路、葵盛圍及葵聯路。
- 由新田圍開出的特別班次經新田圍邨通道、沙田頭路、盛田街，然後返回秦石巴士總站47X常規班次原線。
- 逢星期一至五（公眾假期除外）06:53-08:48及星期六（公眾假期除外）06:54-08:48所有往葵盛（東）的班次，以及所有新田圍開出的特別班次均不經經斜體字之路段。

葵盛（東）開經：葵聯路、葵盛圍、盛福街、葵福路、葵仁路、葵芳站公共運輸交匯處、葵義路、葵富路、葵涌道、昌榮路迴旋處、昌榮路、和宜合道、和宜合交匯處、城門隧道、城門隧道公路、大埔公路－沙田段、沙田鄉事會路、沙田市中心巴士總站、沙田正街、橫壆街、源禾路、沙田鄉事會路、沙田圍路、沙角街、大涌橋路、車公廟路、沙田頭路及盛田街。
有關本路線的具體停站請參閱資訊框
47A

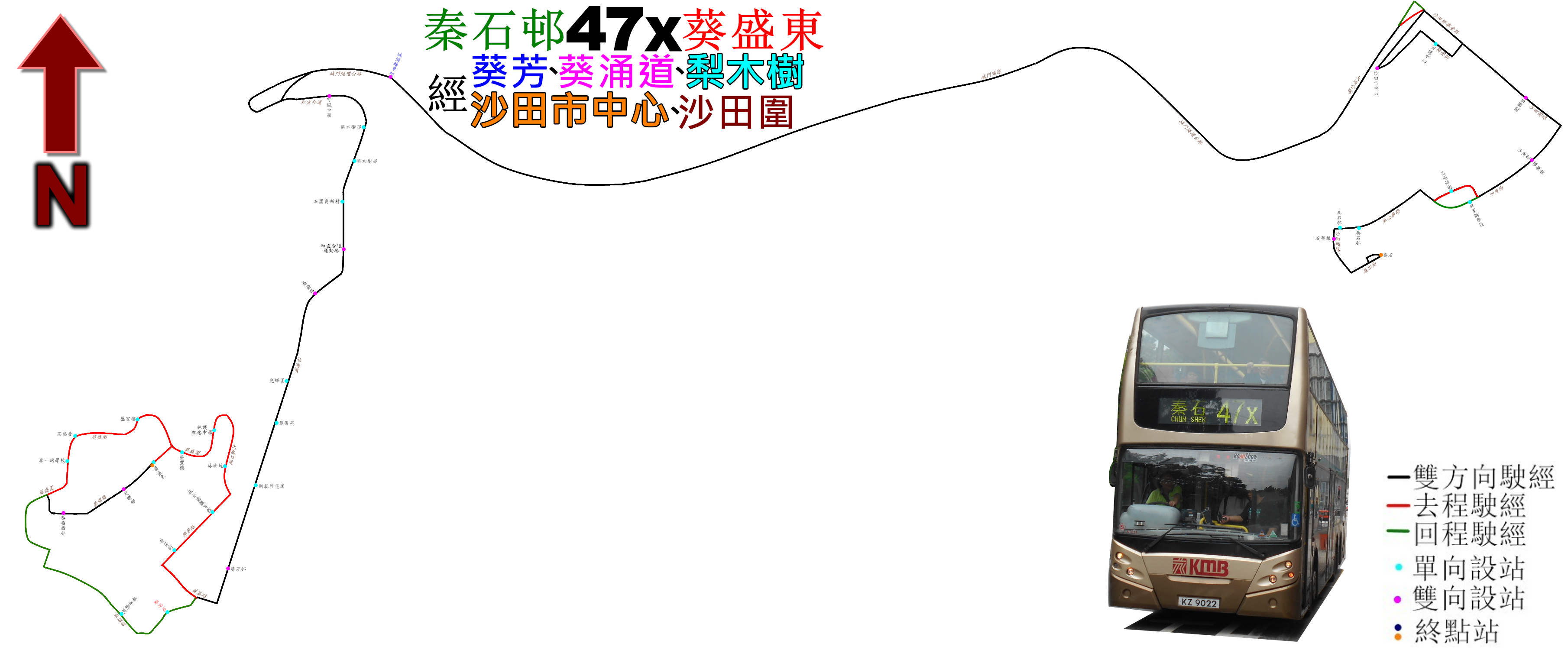
九巴47X線的走線圖

沙田（水泉澳）開經：多石街、沙田圍路、沙田鄉事會路、沙田市中心巴士總站、沙田正街、橫壆街、源禾路、沙田鄉事會路、大埔公路－沙田段、城門隧道公路、城門隧道、和宜合交匯處、和宜合道、昌榮路、葵涌道、葵富路、興芳路、葵福路及貨櫃碼頭路。
- 逢星期一至六（公眾假期除外）06:45-08:35所有往葵芳（南）的班次均不經括號內的路段。

葵芳（南）開經：貨櫃碼頭路、葵福路、葵仁路、葵芳站公共運輸交匯處、葵義路、葵富路、葵涌道、昌榮路迴旋處、昌榮路、和宜合道、和宜合交匯處、城門隧道、城門隧道公路、大埔公路－沙田段、沙田鄉事會路、沙田市中心巴士總站、沙田正街、橫壆街、源禾路、沙田鄉事會路、沙田圍路及多石街。

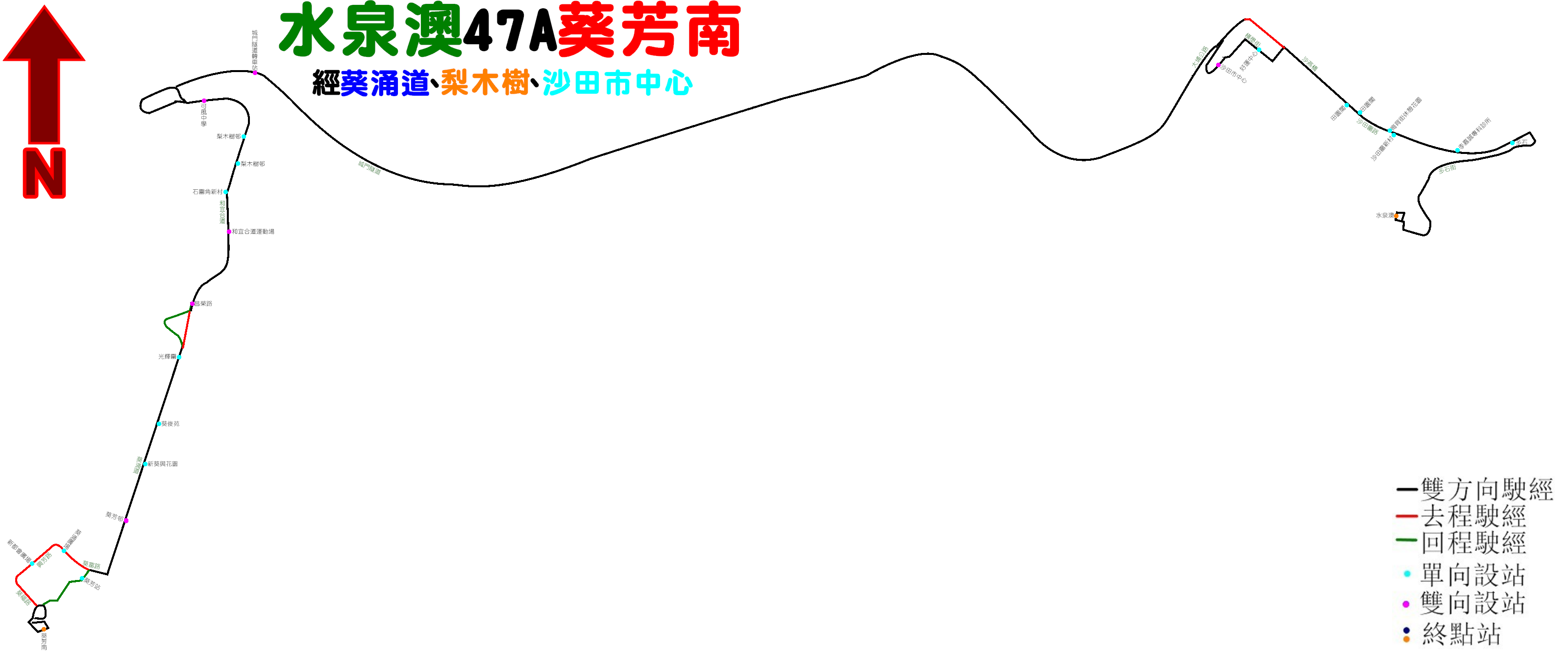
47A線的走線圖

有關本路線的具體停站請參閱資訊框

## 客量
- 47X線服務沙田秦石邨、乙明邨、沙角邨、博康邨、田園閣及沙田市中心來往葵興、葵芳及葵盛邨。
- 47A線服務沙田水泉澳邨、沙角邨、田園閣及沙田市中心來往葵興及葵芳一帶。
- 由於兩線是葵興及葵芳目前僅有兩條往返沙田市中心的專營巴士路線，而47X線是秦石邨目前唯一往返城門隧道轉車站及葵涌以及葵盛邨目前唯一往返城門隧道轉乘站及沙田區的專營巴士路線，47A線是水泉澳邨目前唯一往返城門隧道轉車站及葵涌的專營巴士路線，加上定線直接，相反地如果乘搭港鐵往返兩區則需要多重轉車，且路線迂迴曲折，而兩線收費亦為目前城門隧道全日專營巴士路線中最便宜的（全程收費均只是$8.6），因此在這些地區的客量非常高。
- 雖然兩線與46P線是城隧繁忙時間目前三條於南行方向能直達葵芳站附近的專營巴士路線（同樣途經城隧往葵涌的40E線及46X線於葵芳邨的車站與葵芳站距離較遠，40X線更是不入葵芳一帶），但是由於46P及47A班次不頻密，因此在繁忙時間往往出現頗極端情況，班次供不應求。

## 外部連結
- 九巴47A線
- 681巴士總站－47A分頁 （页面存档备份，存于）
- 九巴47X線 （页面存档备份，存于）
- 681巴士總站－47X分頁 （页面存档备份，存于）